# Heike Drechsler
Heike Drechsler, född Daute den 16 december 1964 i Gera, DDR, är en före detta tysk friidrottare som under början av sin karriär tävlade för DDR. Hon tillhörde världseliten under 1980-talet, 1990-talet och början av 2000-talet i längdhopp och sprint. Drechsler är en av historiens främsta friidrottare.

## Mästerskapsmeriter
Drechsler slog igenom när hon blev tidernas yngsta världsmästare i längdhopp 1983 i Helsingfors. Hon var med 18 år den yngsta världsmästaren i längdhopp. 1987 vid de första världsmästerskapen inomhus vann hon både längdhopp och 200 meter. Senare samma år vid VM 1987 i Rom fick hon silver på 100 meter slagen av Silke Gladisch-Möller och brons i längdhopp. Hennes första olympiska spel 1988 blev även det en framgång med silver i längdhopp efter Jackie Joyner-Kersee och brons på både 100 och 200 meter. Vid VM 1991 blev det silver i längdhoppet, återigen slagen av Joyner-Kersee. 
Vid OS 1992 i Barcelona tog Drechsler guld två centimeter före Inessa Kravets och med Joyner-Kersee först på tredje plats. Hennes andra VM-guld i längdhopp kom 1993 i Stuttgart, däremot kunde hon inte försvara sitt guld vid VM 1995 i Göteborg där hon slutade först på en nionde plats i finalen. Inte heller vid VM 1997 blev det någon medalj och hon slutade denna gång fyra, två centimeter från Fiona May som blev bronsmedaljör.
Inför OS 2000 var inte Drechsler favorit men lyckades trots detta vinna sitt andra OS-guld, vilket ingen annan klarat av i längdhopp tidigare. Hennes sista världsmästerskap var VM 2001 där hon inte lyckades kvalificera sig till finalen. 
Dessutom har hon blivit europamästare fyra gånger i längdhopp och en gång europamästare på 200 meter. Inomhus har hon vunnit VM-guld två gånger och EM-guld fyra gånger (alla i längdhopp, förutom ett VM-guld på 200 meter 1987 i Indianapolis)

## Världsrekord
Längdhopp: 1985 slog Drechsler Anișoara Cușmir-Stancius världsrekord i längdhopp när hon hoppade 7,44 meter. Året efter förbättrade hon detta rekord när hon hoppade 7,45 meter. 1987 fick hon se sitt rekord slaget av Joyner-Kersee som hoppade en centimeter längre. Hennes personliga rekord på 7,48 meter från 1988 är det tredje längsta någon har hoppat. Det är bara Galina Tjistjakova (7,52 meter) och Jackie  Joyner-Kersee (7,49 meter) som hoppat längre.
200 meter: 1986 tangerade Drechsler Marita Kochs världsrekord två gånger när hon sprang på 21,71 s den 29 juni i Jena respektive 29 augusti i Stuttgart. Det är fortfarande den fjärde snabbaste tiden genom tiderna och det är bara Florence Griffith-Joyner, Marion Jones och Merlene Ottey som sprungit snabbare.

## Personliga rekord
- 100 meter: 10,91 s
- 200 meter: 21,71 s
- 800 meter: 2.11,53 min
- 100 meter häck: 13,34 s
- Höjdhopp: 1,84 m (1,88 m inomhus)
- Längdhopp: 7,48 m
- Tresteg: 13,35 m (13,94 m inomhus)
- Kulstötning: 13,88
- Sjukamp: 6 741p

## Övrigt
Under DDR-tiden satt hon en tid i Volkskammer och var en av landets mest hyllade idrottare. Hon var inofficiell medarbetare (IM) åt Stasi under täcknamnet Jump. Efter studenten gick hon i lära som finmekaniker och studerade pedagogik.